# 遊行
遊行（ゆぎょう）とは、主に仏教の僧侶が布教や修行のために各地を巡り歩くこと。

## 概要
松崎憲三は、五来重が述べる中世以来の遊行宗教者をまとめ、次のように概説している。
（1）神道系 - 御師・神人・願人など
- 伊勢・熊野・八幡などから出て、配札・家祈祷・代参などを名目に回国遊行し、各地にその分社分霊を奉斎して歩いていた。

（2）陰陽道系 - 法印陰陽師
- 暦や符を持って「田舎わたらい」し、各地に博士村や院内村を作って卜占・厭魅・方術とともに荒神祓をして歩いていた。

（3）仏教系
（イ）念仏系 - 聖
（ロ）密教系 - 山伏・客僧
（ハ）法華経系 - 持経者・六十六部・法華経行者
（ニ）禅宗系 - 雲水・放下僧・虚無僧
中でも聖と呼ばれる遊行宗教者は民間宗教流布の担い手、特に仏教の儀礼と教義を民間に普及させた担い手として長い歴史を持つ。聖には正式な僧侶もいたが、大半は半僧半俗の宗教者であった。空海や行基、16世紀に熊野勧心十界曼荼羅と呼ばれる地獄極楽図を絵解きした比丘・比丘尼はよく知られている。17世紀の円空や18世紀の木喰らは作仏聖として仏像を残した。このような遊行宗教者は、全国の様々な地域を巡り、仏像を造ったり説法を説いたりしながら、民衆の信仰生活に大きな影響を与えた。
過去の有名な僧侶の遊行先には数多くの伝説などが存在する。また僧侶自身が知識人であるため、寺の建立、食文化の普及、農作物の普及など地域文化に数多くの影響を与えることもある。
なお、時宗のことを「遊行」ということもある。栃木県那須町にある「遊行柳」には時宗の尊酷上人が柳の精の老翁を成仏させたという伝承が残る。